# Seleção Mexicana de Futebol Americano
A Seleção Mexicana de Futebol Americano defende o México nas partidas e competições de Futebol Americano. Tem rivalidade com a Seleção Americana de Futebol Americano.
São apelidados de La Tricolor e Los Astecas.

## Uniformes
| Helmet   |      |           |
| Left arm | Body | Right arm |
| Trousers |      |           |
| Socks    |      |           |
| Casa     |      |           |

| Helmet   |      |           |
| Left arm | Body | Right arm |
| Trousers |      |           |
| Socks    |      |           |
| Fora     |      |           |